# Culicoides krombeini
Culicoides krombeini är en tvåvingeart som beskrevs av Giles, Wirth och Messersmith 1981. Culicoides krombeini ingår i släktet Culicoides och familjen svidknott.
Artens utbredningsområde är Sri Lanka. Inga underarter finns listade i Catalogue of Life.